# رائحة الدم (كتاب)
كتاب رائحة الدم هو كتاب من تأليف الدكتور مصطفى محمود يتحدث فيه عن مجموعة من القصص القصيرة الفياضة بالحكمة والمعانى. ما يميز قصص دكتور مصطفى محمود أنه لا يكتب لإشباع طاقة إبداعيه، أو لمجرد استعراض فارغ للقدرة على الكتابة القصصية، ولكن لكل قصة معنى يجب أن تبحث عنه وإن لم تجد فاعلم أنك قصرت. والكتاب عبارة عن قصص قصيره رائعه تكشف عن نفوس معظم الاشخاص.

## مقتطفات من الكتاب
- يستوى أي وقت وأى يوم وأى فصل من فصول العام، وأى سنة من سنى العمر فالكل نسخ متشابهة لأصل واحد ولا شئ غيرالتكرار، التكرار الممل فحياته تسير بلا جديد، الغد فيها مثل الأمس والحاضر كالماضى، لا عمق في أحزانه ولا عنف في مسراته، لا ضحكات ولا دموع، وإنما بسمات صفراء وأشجان عابرة لا تهز القلب، وإنه ليستطيع أن يتنبأ بما سيحدث كما تتنبأ المراصد بحركات النجوم، لأن تتابع حياته أصبح آلياً يحكمه قانون جامد صارم لا روح فيه.[3]
- “ربما لو كانت أخطأت لكانت أكثر تفهما.”
- “في أتون القتال لا تعود هناك نجاة من الموت إلا بالموت.”
- “ماذا اريد من هذا كله؟؟ حريتي وماذا افعل بحريتي؟؟ إني ارفض اختيار الطريق لأنه يقيديني..و أفضل البقاء في مفترق الطريق.. أغني الحرية ولا أمارسها”
- “حكم المؤبد والخمستاشر سنة كما يحدث دائما فـ أمثال هذه المناسبات حينما يأخذ القانون راحته وتتحول كل المحاكم إلى محاكم عسكرية، وتصدر الأحكام فـ لحظات، ويصبح أي ظلم عدلا لا غبار عليه فـ سبيل صيانة الأمن...”
- “إن مهنة القتل تُنبت مخالب في تلك الأيدي الناعمة.”

## وصلات خارجية
- فيديو حلقات الدكتور مصطفى محمود.
- مدونة الدكتور مصطفى محمود.
- «كان نائماً في سكينة تامة لم يستيقظ منها»: ابنة مصطفى محمود ل ـ«العربية. نت»: العالم الكبير رحل في هدوء، العربية نت، 31 أكتوبر 2009.
- صفحة مصطفى محمود على موقع أبجد
- صفحة اقتباسات مصطفى محمود على موقع أبجد
- صفحة باسم الدكتور رائعة على الفيس بوك
- الفيلم الوثائقي العالم والايمان على اليوتيوب
- محمود تحميل كتب الدكتور مصطفى محمود كاملة pdf